# Peristarium timor
Peristarium timor is een slakkensoort uit de familie van de Turbinellidae. De wetenschappelijke naam van de soort is voor het eerst geldig gepubliceerd in 1983 door Harasewych.